# John Yaremko
John Yaremko (Welland, 10 de agosto de 1918 — Toronto, 7 de agosto de 2010) foi um político canadense.